# Marvin Anthony
Marvin Anthony, né le 24 mars 1995 à Paris (France), est un ancien mannequin français et joueur de basket-ball professionnel.

## Biographie
Marvin Anthony naît le 24 mars 1995 à Paris,.
Il prend part aux émissions de téléréalité françaises Love Island (en) et Les Marseillais vs le Reste du monde en 2020, puis Les Princes et les Princesses de l'Amour l’année suivante, avant d’intégrer le casting de l’émission américaine Too Hot to Handle (Séduction haute tension).

## Carrière

### Basket-ball
À 16 ans, Anthony intègre le centre de formation de Nanterre 92, anciennement JSF Nanterre, club qui évolue en première division de championnat de France. Anthony a participé aux tournois sportifs Nike Baddest Tournament et World’s Baddest Pickup Game aux côtés des basketteurs américains Anthony Davis et Kyrie Irving. En 2016, Anthony intègre l'université de Louisiane à Lafayette pour y poursuivre sa carrière sportive. Un projet qu'il interrompt pour revenir en France[réf. souhaitée].

### Mannequinat
Marvin Anthony a travaillé pour des marques comme Abercrombie & Fitch, Nike et Gymshark, et est apparu dans des campagnes publicitaires de Renault, Puma et Hugo Boss.

## Filmographie

### Participations
- 2020 : Love Island France 1 sur Prime Video
- 2020 : Les Marseillais vs le Reste du Monde 5 sur W9
- 2021 : Les Princes de l'Amour 8 sur W9
- 2021 : Séduction haute tension 2 sur Netflix